# Lieutenant général (États-Unis)
Pour les articles homonymes, voir Lieutenant général.
Le grade de lieutenant général (en anglais, lieutenant general) est un grade militaire d'officiers supérieurs au sein des forces armées des États-Unis.
Le grade est présent au sein des United States Army (Armée de terre), United States Marine Corps (Corps des Marines) et United States Air Force (Armée de l’air). L’insigne de ce grade est constitué de trois étoiles et son rang pécuniaire est de type O-9. Le grade de lieutenant général est supérieur à celui d’un major général et inférieur à celui d’un général.
Au sein de l’United States Navy (la Marine des États-Unis), mais aussi dans d’autres services, le grade équivalent à celui de lieutenant général est celui de vice-amiral.

## Description
Un lieutenant général de l’Armée de terre ou du Corps des Marines commande un corps d’armée composé de 20 000 à 45 000 soldats. Dans l’Armée de l’air, il commande plutôt un nombre important d’escadrons d’avions. Les lieutenants-généraux sont également employés dans des quartiers généraux et au Pentagone à la tête de différents départements.

### Législation concernant le grade
La loi américaine limite le nombre total de gradés de type lieutenant général pouvant être actifs à un instant donné. Ce nombre est plafonné à 302 dans l’Armée de Terre (United States Army), à 279 dans l’armée de l’Air (United States Air Force) et à 80 dans le Corps des Marines (United States Marine Corps). Dans l’Armée de Terre et de l’Air, seulement 16,3 % des officiers supérieurs de type « général » peuvent avoir plus de deux étoiles,,.
Le président des États-Unis peut décider d’ajouter un poste à trois étoiles dans un service à condition qu’un poste soit supprimé dans un autre service. Cette limitation peut être supprimée par le président en temps de guerre ou en cas d’urgence nationale

### Durée du mandat
Le grade de trois étoiles n’est pas une fonction liée à un homme mais à un poste précis. Cela signifie qu’un gradé aura trois étoiles si son poste a le statut de trois étoiles mais il perdra ses trois étoiles s'il change de poste pour aller dans un poste dont le statut n’est pas de trois étoiles. Les lieutenants-généraux sont nommés par le président des États-Unis aidé de différents secrétaires. Le président choisit ceux-ci parmi les gradés ayant au minimum le grade de brigadier général. Le choix du président doit ensuite être avalisé par le Sénat américain. Souvent, la durée du mandat d’un lieutenant général est de trois ans, parfois de quatre sauf dérogations.

### Retraite
En temps normal, les lieutenants-généraux peuvent partir à la retraite le premier du mois suivant leur 64e anniversaire et doivent normalement avoir servi pendant 38 ans,. Néanmoins, le Secrétaire de la Défense des États-Unis peut repousser l’âge de la retraite d’un lieutenant général jusqu'à 66 ans et le président peut prolonger la carrière de celui-ci jusqu'à 68 ans.

## Lieutenant-généraux célèbres
- George Washington, premier officier à obtenir le grade de lieutenant général, il sera promu general of the Armies à titre posthume en 1976.
- Winfield Scott.
- Ulysses S. Grant, sera ensuite promu en tant que general of the Armies.
- William T. Sherman, sera ensuite promu en tant que general of the Armies.
- J. Franklin Bell, sera promu Chef d'état-major de l'armée de terre des États-Unis
- Philip Sheridan, sera ensuite promu en tant que General of the Armies.
- John Archer Lejeune.

### Seconde Guerre mondiale
- Frank Maxwell Andrews, commandant des forces américaines sur le théâtre européen.
- Simon Bolivar Buckner, Jr., commandant de la 10e armée, sera promu à titre posthume en tant que général.
- Jimmy Doolittle, chef du raid de Doolittle contre le Japon et commandant successif des 8e, 12e et 15e armées de l'Air américaines, promu général après sa mise en retraite.
- Hugh Aloysius Drum, commandant de la première armée de Terre.
- Ira C. Eaker, commandant de la 8e armée de l'Air américaine, promu général en 1986.
- Delos Carleton Emmons (en), commandant du département d’Hawaii de l'United States Army Pacific.
- Lloyd Fredendall, commandant la deuxième armée de Terre.
- Roy Geiger, marine commandant temporaire de la 10e Armée, sera promu à titre posthume en tant que général.
- Leslie Groves, dirigea le projet Manhattan.
- Millard Harmon, commandant des forces aériennes dans le Pacifique, décédé dans un crash aérien.
- William S. Knudsen, directeur de la production, bureau du Sous-secrétaire à la guerre (en)
- Lesley J. McNair, commandant de l’Army Ground Forces, promu à titre posthume en tant que général. Mort au combat durant la bataille de Normandie.
- Richard K. Sutherland, adjoint en chef du général de l’Armée Douglas MacArthur.
- George S. Patton, commandant de la troisième armée de Terre, plus tard promu en tant que général.

### 1950 à 1980 (Corée, Vietnam et Guerre froide)
- Robert Sink, ancien commandant du 506e Régiment de parachutistes (Frères d'armes), commandant du 18e corps aéroporté et du Strategic Army Corps.
- Hal Moore, ancien commandant de la Première Division de Cavalerie.
- William E. Odom, directeur de la National Security Agency sous le mandat du Président Ronald Reagan.

### Après la guerre froide
- Claudia Kennedy et Carol A. Mutter, premières femmes à atteindre le grade de lieutenant général.
- Ricardo Sanchez, ancien commandant de l’U.S. V Corps et des forces au sol en Irak.
- Frank E. Petersen, premier aviateur et général afro-américain de l'United States Marine Corps.

## Culture populaire
- Dans la série Stargate SG-1, le major général Georges Hammond devient lieutenant général lors qu'il est mis à la tête du Département de la Défense Planétaire, une organisation fictive de Stargate. Il sera suivi par Jack O'Neill.
- Dans le jeu vidéo Modern Warfare 2, l'un des principaux personnages est le lieutenant général Shepherd.
- Dans le jeu vidéo Command and Conquer 3 : Les Guerres du Tiberium, l'officier supérieur du joueur est le lieutenant général Jack Gringer.